# フリードリッヒ＝ヴィルヘルム・ミュラー
フリードリッヒ＝ヴィルヘルム・ミュラー（Friedrich-Wilhelm Müller、1897年8月29日 - 1947年5月20日）は、ドイツの軍人。最終階級はドイツ国防軍歩兵大将 (ドイツ国防軍)。第二次世界大戦後に戦争犯罪人としてギリシャで処刑された。

## 経歴
バルメン（現ヴッパータール市）に生まれる。第一次世界大戦に擲弾兵として従軍、1915年に少尉に任官。戦後は都市警察（Schutzpolizei)に採用される。その後は再軍備後のドイツ国防軍に復帰し、1938年11月に第105歩兵連隊で大隊長。
第二次世界大戦が始まると、ナチス・ドイツのフランス侵攻に従軍。次いで1941年のバルカン半島の戦いとバルバロッサ作戦に従軍した。同年9月に騎士鉄十字章受章。1942年8月に少将に昇進。同時にギリシャに駐屯する第22歩兵師団長に任命された。1943年6月にドイツ十字章金章を受章。クレタ島に駐屯して一般市民に対する弾圧を行った。このため英国特殊作戦執行部（SOE）はミュラーを誘拐してカイロに拉致する作戦を立てたが、直前の1944年4月26日になって司令官がハインリヒ・クライペに交替したため、拉致の標的がクライペに変更され、実行された（クライペ将軍誘拐作戦）。同年7月、E軍集団に属する「クレタ要塞」司令官に就任。同時に歩兵大将に昇進した。9月に第XXXIV軍団、ついで第LXVIII軍団司令官に転じ、ついで東プロイセンにある第4軍司令官に任命された。
終戦時の1945年4月、イギリス軍の捕虜となる。クレタ島で行った戦争犯罪の容疑でギリシャに引き渡されてその法廷で死刑判決を受け、アテネで銃殺された。